# لوکاس دونت
لوکاس دونت (انگلیسی: Lukas Dhont؛ زادهٔ ۱۹۹۱) کارگردان فیلم، فیلم‌نامه‌نویس اهل بلژیک است. وی از سال ۲۰۱۲ میلادی تاکنون مشغول فعالیت بوده‌است. از آثار وی می‌توان به دختر (فیلم ۲۰۱۸) و نزدیک (فیلم ۲۰۲۲) اشاره کرد.
همچنین وی برندهٔ جایزهٔ دوربین طلایی و نخل دگرباشی برای دختر (فیلم ۲۰۱۸) شده‌است. او در جشنواره فیلم کن ۲۰۲۲ برای نزدیک (فیلم ۲۰۲۲) به صورت مشترک، برندهٔ جایزه بزرگ شد.

## زندگی
دونت در گنت، بلژیک به دنیا آمد و مدرک هنرهای صوتی و تصویری را از آکادمی سلطنتی هنرهای زیبا گرفت. مادرش، معلم مد در یک مدرسه هنری است. او یک برادر کوچکتر، به نام میشل دارد که تهیه‌کننده است. در دوران نوجوانی، دونت به عنوان دستیار طراحی صحنه و لباس در مجموعه‌های فیلم و تلویزیون کار می‌کرد.

## جوایز و افتخارات
| جایزه                     | سال  | اثر   | رده                         | نتیجه     | منبع  |
| ------------------------- | ---- | ----- | --------------------------- | --------- | ----- |
| جوایز فیلم مستقل بریتانیا | ۲۰۲۲ | نزدیک | بهترین فیلم مستقل بین‌المللی | نامزدشده  | [ ۳ ] |
| جشنواره کن                | ۲۰۱۸ | دختر  | دوربین طلایی                | برنده     | [ ۴ ] |
| جشنواره کن                | ۲۰۱۸ | دختر  | نخل دگرباشی                 | برنده     |       |
| جوایز فیلم اروپایی        | ۲۰۲۲ | نزدیک | بهترین فیلمنامه‌نویس اروپایی | در انتظار | [ ۵ ] |
| جوایز فیلم اروپایی        | ۲۰۲۲ | نزدیک | بهترین کارگردان اروپایی     | در انتظار | [ ۵ ] |
| جشنواره کن                | ۲۰۲۲ | نزدیک | جایزه بزرگ                  | برنده     | [ ۶ ] |
| جایزه ستلایت              | ۲۰۲۲ | نزدیک | بهترین فیلمنامه اورجینال    | در انتظار | [ ۷ ] |